# موذن‌لار (آردانوچ)
موذن‌لار (به ترکی استانبولی: Müezzinler) یک منطقهٔ مسکونی در ترکیه است که در آردانوچ واقع شده‌است. موذن‌لار ۴۹ نفر جمعیت دارد.